# Тірський пурпур
Тірський пу́рпур (дав.-гр. πορφύρα porphúra; лат. purpura), також відомий як фінікійський червоний, фінікійський пурпур, королівський пурпур, імперський пурпур або імперський барвник, є червоно-фіолетовим природним барвником. Назва «Тірський» відноситься до Тіру, Ліван. Він виділяється декількома видами хижих молюсків родини Muricidae, кам'яних равликів, спочатку відомих під назвою «Murex». У давні часи добування цього барвника включало десятки тисяч равликів і значну працю, тому барвник високо цінувався. Забарвленою сполукою є 6,6′-диброміндиго.

## Історія

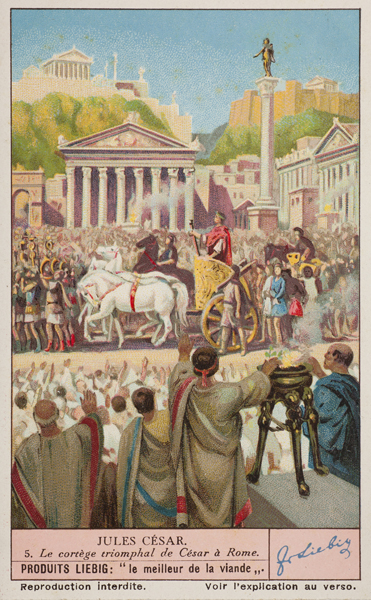
Зображення римського тріумфу, відзначеного Юлієм Цезарем у двадцятому столітті. Цезар, який їде на колісниці, одягнений у суцільну тірську пурпурову тогу пікта. На передньому плані двоє римських магістратів впізнаються за тогою praetexta, білою зі смугою пурпуру Тірії.

Біологічні пігменти часто було важко придбати, а деталі їхнього виробництва тримали в секреті. Тірський пурпур — це пігмент, виготовлений зі слизу кількох видів равликів Murex. Виробництво тірського пурпуру для використання як барвника для тканини почалося ще в 1200 році до нашої ери фінікійцями і продовжувалося греками та римлянами до 1453 року нашої ери, після падіння Константинополя. Пігмент був дорогим і складним у виробництві, і предмети, пофарбовані ним, стали асоціюватися з владою та багатством. Колір текстилю цього періоду дає змогу зрозуміти соціокультурні відносини в стародавніх суспільствах, а також зрозуміти технологічні досягнення, моду, соціальне розшарування, сільське господарство та торгові зв'язки. Незважаючи на свою цінність для археологічних досліджень, текстиль рідко зустрічається в археологічних пам'ятках. Як будь-який швидкопсувний органічний матеріал, вони зазвичай піддаються швидкому розкладанню, і для їхнього збереження потрібні спеціальні умови, щоб запобігти руйнуванню мікроорганізмами.
Тірський пурпур, можливо, вперше використовувався стародавніми фінікійцями ще в 1570 році до нашої ери. Існує припущення, що сама назва Фінікія означає «багряна земля». Барвник дуже цінувався в давнину, тому що колір не тьмянів, натомість ставав яскравішим під впливом вивітрювання та сонячного світла. Він був різних відтінків, найбільш цінним був відтінок чорної згорнутої крові.
Оскільки його було надзвичайно складно виготовити, тірський пурпур був дорогим: Історик 4 століття до н. е. Теопомп писав: «Пурпур для барвників досягав ціни на вагу срібла в Колофоні» в Малій Азії. Ці витрати означали, що пофарбовані у фіолетовий колір тканини стали символами статусу, використання яких обмежувалося законами про розкіш. Найвищі римські магістрати носили тогу praetexta, білу тогу, облямовану смугою тирського пурпуру. Ще більш розкішну toga picta, суцільний тірський пурпур із золотою смужкою, носили генерали-тріумфатори.
До четвертого століття н. е. закони про розкіш у Римі були настільки жорсткими, що лише римському імператору дозволялося носити тірський пурпур. У результаті «фіолетовий» іноді використовується як метонім до офіційного статусу (наприклад, фраза «одягнув пурпур» означає «став імператором»). Виробництво тірського пурпуру суворо контролювалося в наступній Візантійській імперії та субсидувалося імператорським двором, який обмежив його використання для фарбування імператорського шовку. Пізніше (9 століття) дитина, народжена правлячим імператором, вважалася Багрянородной, порфирородной (porphyrogenitos), «народжена в пурпурі».
Припускають, що барвник, витягнутий з Bolinus brandaris, відомий як argaman (ארגמן) у біблійному івриті. Інший барвник, витягнутий із спорідненого морського равлика, Hexaplex trunculus, створював синій колір після впливу світла, який міг бути відомим як Тхелет (tekhelet (תְּכֵלֶת), що використовується в одязі для ритуальних цілей.

## Виробництво з морських равликів

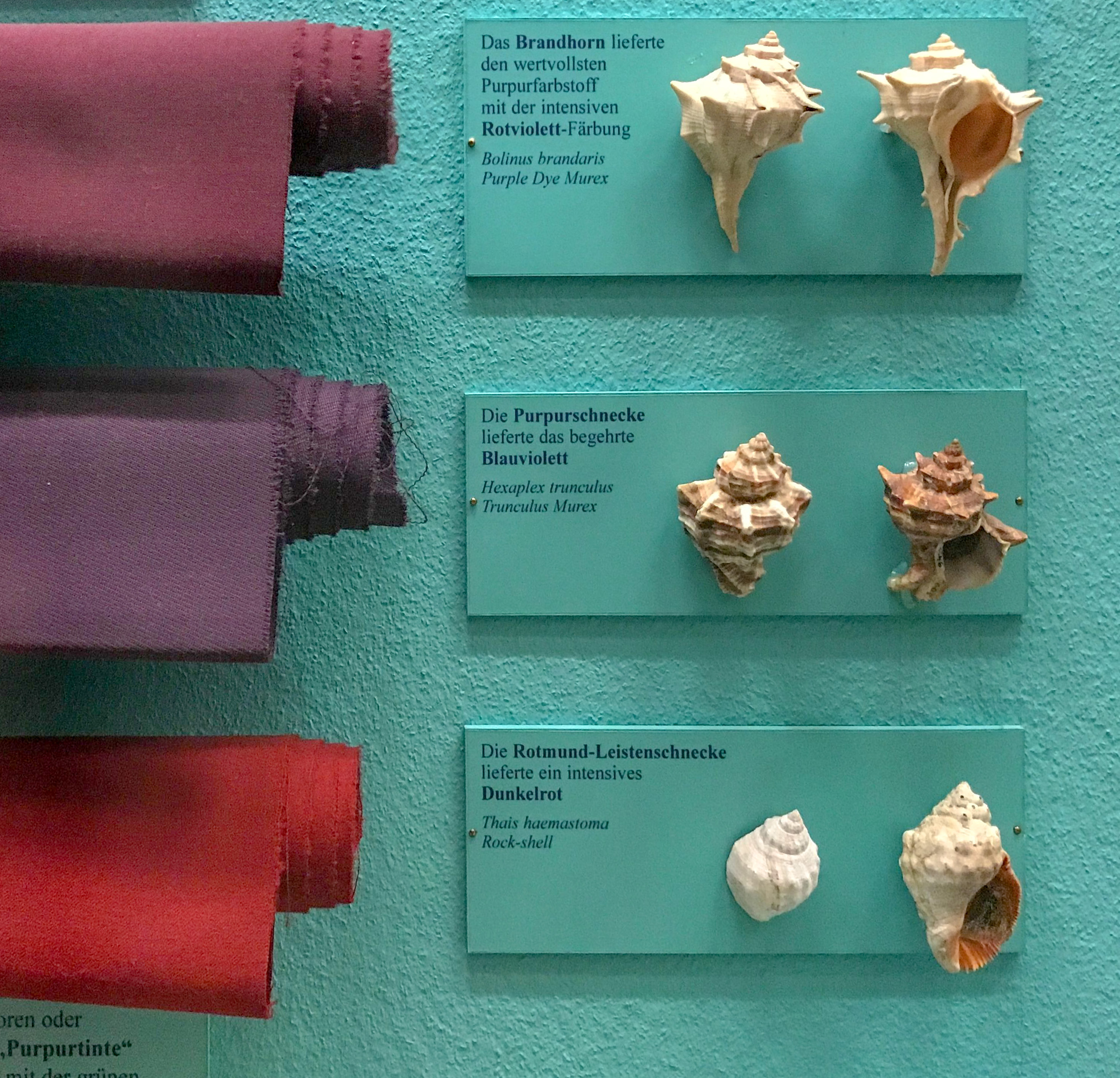
Тканини, пофарбовані з різних видів морських равликів

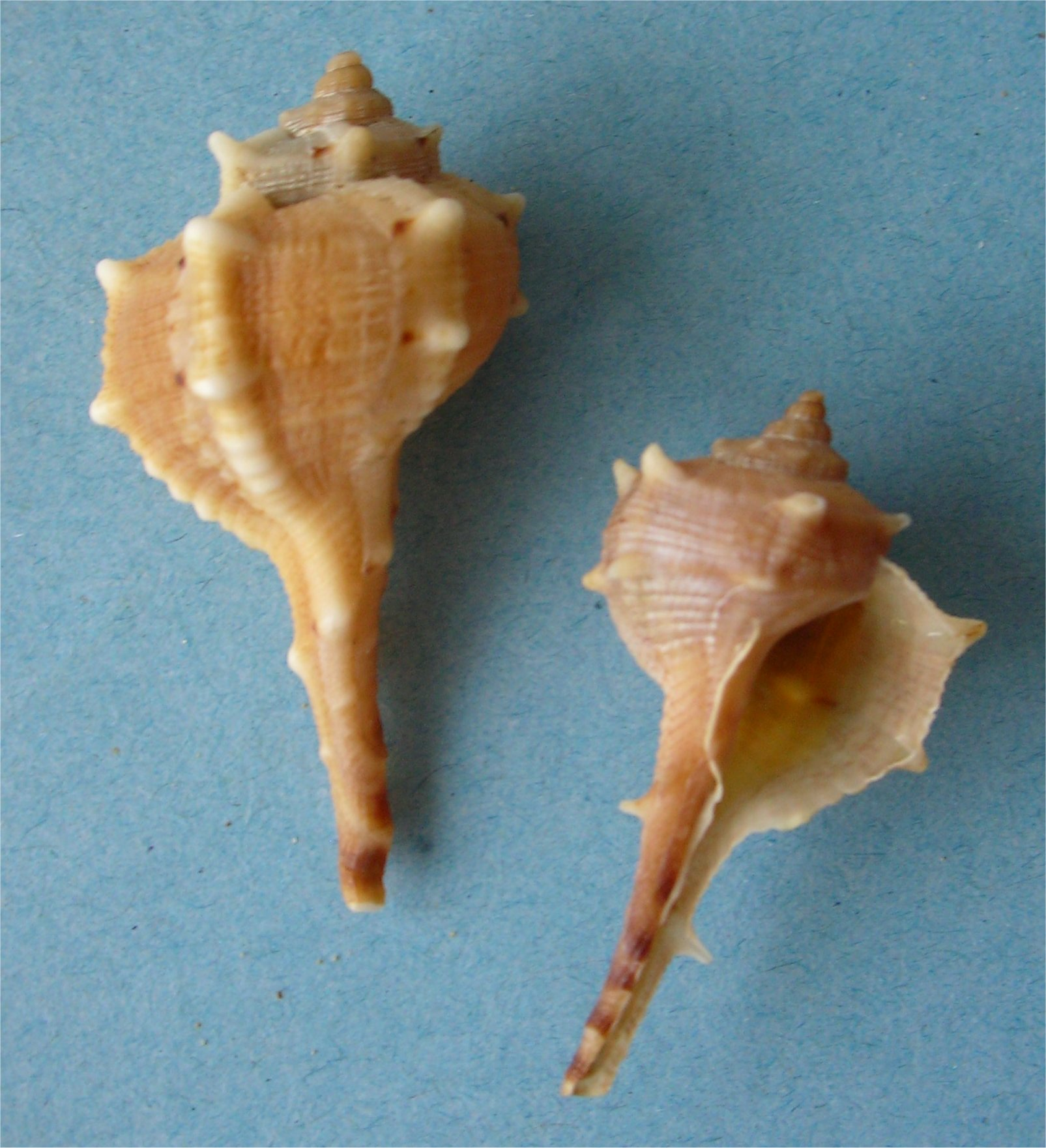
Дві раковини Bolinus brandaris, джерело барвника

Барвна речовина — це слизовий секрет гіпобранхіальної залози одного з кількох видів хижих морських равликів середнього розміру, які мешкають у східній частині Середземного моря та біля атлантичного узбережжя Марокко. Це морські черевоногі молюски Bolinus brandaris, колючий dye-murex (спочатку відомий як Murex brandaris Linnaeus, 1758), смугастий dye-murex Hexaplex trunculus, черепашка Stramonita haemastoma і рідше ряд інших види, таких як Bolinus cornutus. Барвник є органічною сполукою брому (тобто броморганічною сполукою), класу сполук, які часто зустрічаються у водоростях та деяких інших морських мешканцях, але набагато рідше зустрічаються в біології наземних тварин. Цей барвник відрізняється від дешевшої імітації фіолетового, яка зазвичай виготовляється з використанням дешевших матеріалів, ніж барвники з морських равликів.
У природі равлики використовують виділення як частину своєї хижацької поведінки, щоб заспокоїти здобич, та як антимікробну підкладку для кладки яєць. Равлик також виділяє цю речовину, коли на нього нападають хижаки або фізично антагонізують люди (наприклад, тицяють). Таким чином, барвник можна зібрати шляхом «доїння» равликів, що є більш трудомістким, але є відновлюваним ресурсом, або шляхом збору та деструктивного подрібнення равликів. Девід Джейкобі зауважує, що «дванадцять тисяч равликів Murex brandaris дають не більше 1,4 г чистого барвника, якого достатньо, щоб пофарбувати лише оздоблення одного одягу». У процесі збирання равликів, який включає екстракцію гіпобранхіальної залози (розташованої під мантією молюска), збирається барвник, що вимагає знання біології. Фарбування на основі Murex має відбуватися поблизу місця, звідки походять равлики, оскільки свіжість матеріалу має значний вплив на результати, кольори, отримані на основі тривалого процесу біохімічних, ферментативних і фотохімічних реакцій, і вимагає зменшення і процеси окислення, які, ймовірно, тривали кілька днів.
Багато інших видів родини Muricidae по всьому світу, наприклад Plicopurpura pansa з тропічної східної частини Тихого океану та Plicopurpura patula з Карибської зони західної Атлантики, також можуть виробляти подібну речовину (яка перетворюється на стійкий фіолетовий барвник під дією сонячного світла), і ця здатність інколи також історично використовувалася місцевими жителями в районах, де зустрічаються ці равлики. (Деякі інші хижі черевоногі молюски, також виробляють подібну речовину, хоча це не було досліджено та не використано в комерційних цілях.) Nucella lapillus з Північної Атлантики також може бути використана для отримання червоно-фіолетових і фіолетових барвників.

## Королівський синій
Фінікійці також виготовляли темно-синій барвник, який іноді називають королівським синім або гіацинтовим пурпуром, який виготовляли з близькоспорідненого виду морських равликів.
Фінікійці заснували допоміжне виробниче підприємство на Iles Purpuraires у Могадорі в Марокко. Морський равлик, видобутий на цьому заводі з виробництва барвників у Західному Марокко, був Hexaplex trunculus, також відомий під давнішою назвою Murex trunculus.
Цей другий вид барвника мурекс сьогодні зустрічається на середземноморському та атлантичному узбережжі Європи та Африки (Іспанія, Португалія, Марокко).

## Історичний фон

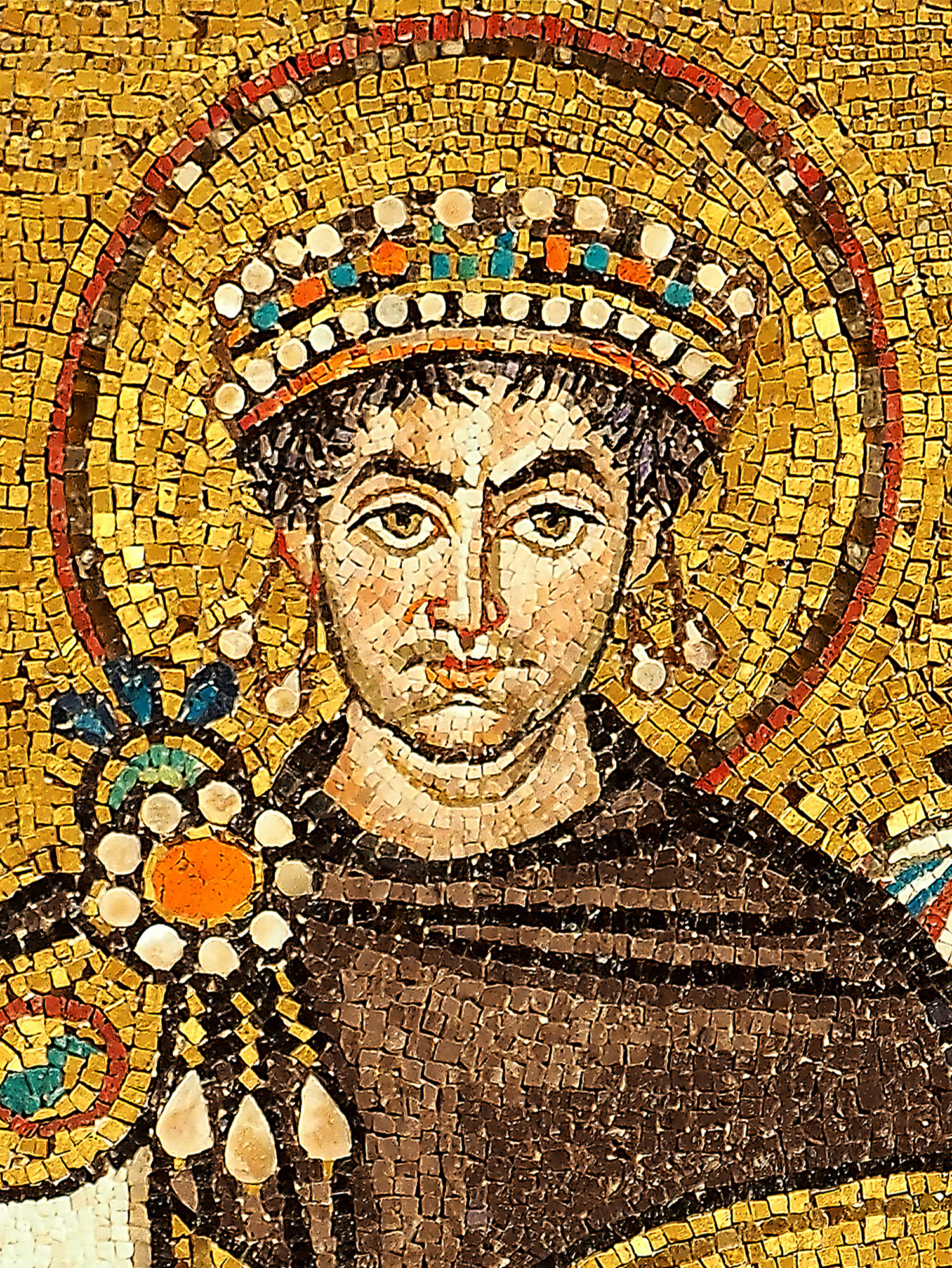
Візантійський імператор Юстиніан I, одягнений у тирійський пурпур, мозаїка 6-го століття в базиліці Сан-Вітале, Равенна, Італія

Стійкий (не вицвітаючий) барвник був предметом розкоші, цінувався римлянами, які використовували його для фарбування церемоніального одягу. Використаний, як барвник, колір змінюється від синього (пікове поглинання при 590 нм, який є жовто-оранжевим) до червонувато-фіолетового (пік поглинання при 520 нм, який є зеленим). Вважається, що інтенсивність фіолетового відтінку покращилася, а не зникла, коли пофарбована тканина старіла. Вітрувій згадує про виробництво Тірського пурпуру з молюсків. У своїй «Історії тварин» Арістотель описав молюсків, з яких був отриманий пурпурний, і процес вилучення тканини, яка виробляла барвник. Пліній Старший описав виробництво тірського пурпуру в своїй «Природній історії»:
Найсприятливіший сезон для вилову цих [молюсків] — після сходу Собачої зірки або перед весною; бо коли вони одного разу виділяли свій воскоподібний секрет, їхній сік не мав консистенції: це, однак, факт, невідомий у майстернях фарбувальників, хоча це питання першочергового значення. Після того, як його взято, витягується вена [тобто гіпобранхіальна залоза], про яку ми говорили раніше, до якої необхідно додати сіль, секстарій [близько 20 пов. унцій] на кожні сто фунтів соку. Досить залишити їх настоюватися протягом трьох днів, і не більше, адже чим вони свіжіші, тим більшу користь містить напій. Потім її кип'ятять в олов'яних [або свинцевих] посудинах, і кожні сто амфор слід варити до п'ятисот фунтів барвника шляхом застосування помірного вогню; для чого посудину ставлять на кінці довгої воронки, яка сполучається з піччю; при такому кипінні лікер час від часу знімається, а разом з ним і м'якоть, яка обов'язково прилипає до прожилок. Приблизно на десятий день, як правило, весь вміст казана знаходиться в розрідженому стані, після чого в нього занурюють ватку, з якої очищено жир, шляхом спроби; але до тих пір, поки не буде встановлено, що колір задовольнить бажання тих, хто його готує, лікер все ще кип'ятять. Відтінок, який схиляється до червоного, вважається нижчим за той, який має чорнуватий відтінок. Вовну залишають на п'ять годин для замочування, а потім, після чесання, її знову вкидають, поки вона повністю не вбере колір.
Археологічні дані з Тіру свідчать про те, що равликів збирали у великі чани та залишали розкладатися. Це створювало жахливий сморід, про який згадували стародавні автори. Про подальші кроки відомо небагато, і фактичний стародавній метод масового виробництва двох барвників мурекс ще не був успішно реконструйований; Вважається, що цей особливий колір «чорнуватої згорнутої крові», який цінувався понад усі інші, досягається подвійним зануренням тканини один раз у барвник індиго H. trunculus і один раз у пурпурно-червоному барвнику B. brandaris .

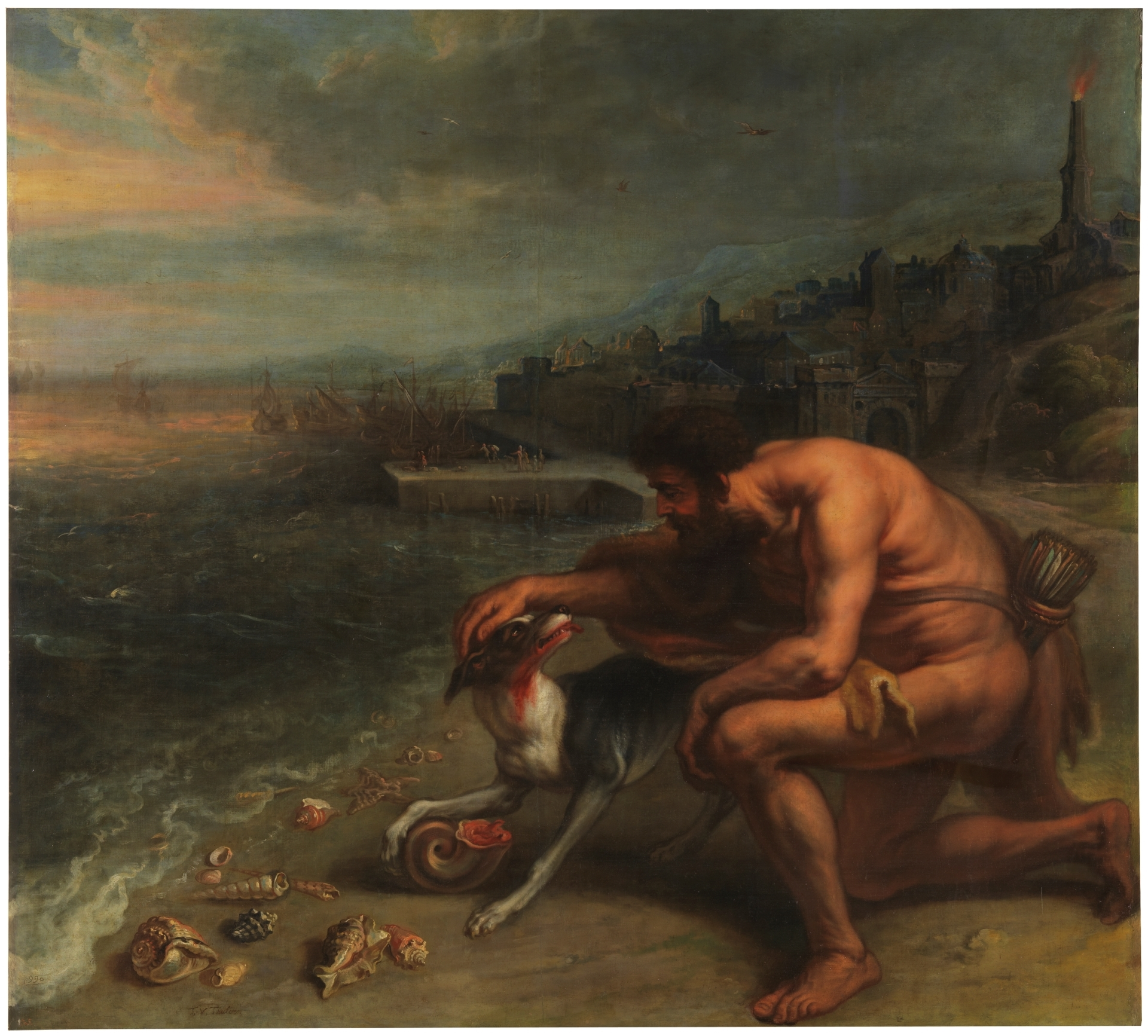
Відкриття пурпуру собакою Геракла Теодор ван Тюльден, бл. 1636 рік

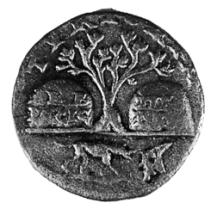
Фінікійська монета із зображенням легенди про собаку, яка кусає морського равлика

Римський міфограф Юлій Поллукс, написавши у 2 століття н. е. стверджував (Ономастикон I, 45–49), що фіолетовий барвник вперше виявив філософ Геракл із Тиру, точніше, його собака, рот якої був фіолетовим від того, що жував равликів уздовж узбережжя Тира. Цю історію зобразив Пітер Пауль Рубенс у своїй картині «Собака Геркулеса знаходить пурпурову фарбу» . За словами Іоанна Малаласа, інцидент стався під час правління легендарного короля Тиру Фойника, однойменного прабатька фінікійців, і тому він був першим правителем, який носив тірський пурпур і видав закони про його використання.
Нещодавнє археологічне відкриття значної кількості панцирів Murex на Криті свідчить про те, що мінойці, можливо, почали видобувати імператорський пурпур за століття до тірійців. Датування зі спільної кераміки свідчить про те, що барвник міг бути виготовлений у середньомінойський період у 20–18 ст. н. е. Накопичення подрібнених панцирів мурексу на місці Коппа Невігата на півдні Італії може свідчити про виробництво фіолетового барвника принаймні з 18 ст. до нашої ери. Додаткові археологічні докази можна знайти у зразках, отриманих під час розкопок на великому місці виплавки міді залізного віку «Рабський пагорб» (Місце 34), яке точно датовано радіовуглецевим дослідженням кінцем XI–початком ХХ століть до нашої ери. Знахідки з цього місця включають докази використання фіолетового барвника, знайденого в плямах, використаних на черепках горщика. Докази використання барвника в кераміці в більшості випадків знаходяться у верхній частині керамічних чаш, на внутрішній поверхні, у місцях, у яких відновлений розчин барвника піддавався впливу повітря та піддавався окисленню, що ставало фіолетовим.
Виробництво пурпуру для візантійського двору раптово припинилося з пограбуванням Константинополя в 1204 році, критичним епізодом Четвертого хрестового походу. Девід Якобі робить висновок, що «жоден візантійський імператор чи будь-який латинський правитель на колишніх візантійських територіях не міг зібрати фінансові ресурси, необхідні для виробництва мурексового пурпуру. З іншого боку, ловля мурексів і фарбування справжнім пурпуром засвідчено для Єгипту в 10–13 століттях» . Навпаки, Якобі виявляє, що в жодному західному джерелі, навіть у франкському Леванті, немає згадок про лов риби чи фарбування пурпуру, а також про торгівлю барвником. Натомість європейський Захід звернувся до кіноварі, яку дає комаха Kermes vermilio , відома як grana, або багрянець .
У 1909 році гарвардський антрополог Зелія Наттолл зібрала інтенсивне порівняльне дослідження історичного виробництва фіолетового барвника, отриманого з хижих равликів мурексів, джерела тірського пурпурного барвника, який цінувався вище за золото на стародавньому Близькому Сході та в стародавній Мексиці. Жителі стародавньої Мексики не тільки використовували ті самі методи виробництва, що й фінікійці, але й цінували тканину, пофарбовану мурексом, понад усе, оскільки вона фігурувала в кодексах як одяг знаті. Наттолл зазначила, що мексиканська тканина, пофарбована мурексом, мала «неприємний … сильний рибний запах, який, здається, такий же стійкий, як і сам колір» Подібним чином давньоєгипетський папірус Анастасія жаліється: «Руки фарбувальника смердять, як гнила риба…» Цей сморід був настільки поширеним, що Талмуд спеціально давав жінкам право розлучатися з будь-яким чоловіком, який став фарбувати після шлюбу.
У 2021 році в ізраїльській долині Тімна археологи знайшли вцілілі волокна вовни, пофарбовані королівським пурпуром. Знахідка, датована бл. 1000 р. до н. е., є найдавнішим прямим доказом тканини, пофарбованої пігментом.

## Виробництва пурпуру в Північній Африці

Хімічна структура 6,6′-дибромоіндиго, основного компонента Тірського пурпуру

Мурексовий пурпур був дуже важливою промисловістю на багатьох фінікійських територіях, і Карфаген не був винятком. Сліди цієї колись дуже прибуткової галузі все ще помітні в багатьох пунічних місцях, таких як Керкуан, Зучіс, Джерба і навіть у самому Карфагені. За словами Плінія, Менінкс (сьогоднішня Джерба) виробляв найкращий пурпур в Африці, який також займав друге місце після Тіра. Знайдено також в Ес-Сувейрі (Марокко). Королівський пурпур або імператорський пурпур, ймовірно, використовувався до часів Августина Гіппонського (354—430 рр. н. е.) і до загибелі Римської імперії .

## Хімія фарбування
Варіації кольорів «Тірського пурпуру» від різних равликів пов'язані з наявністю барвника індиго (синього), 6-броміндиго (фіолетового) і червоного 6,6′-діброміндиго. Додаткові зміни кольору можуть бути викликані дебромуванням під дією світла (як у випадку з Tekhelet) або термічною обробкою. Остаточний відтінок фіолетового визначається хроматограмою, яку можна ідентифікувати за допомогою аналізу ВЕРХ в одному вимірюванні: індиготин (IND) та індірубін (INR). Обидва вони містяться в рослинних джерелах, таких як вуд (Isatis tinctoria L.) і рослина індиго (Indigofera tinctoria L), а також у кількох видах молюсків.
У 1998 році шляхом тривалого процесу проб і помилок було заново відкрито процес фарбування тірським пурпуром. Це відкриття базується на звітах з 15 по 18 століття та досліджує біотехнологічний процес, що лежить в основі бродіння деревини . Існує гіпотеза, що необхідний був лужний ферментаційний чан. Також було використано неповний стародавній рецепт тірського пурпуру, записаний Плінієм Старшим. Змінивши відсоток морської солі в фарбувальній ємності та додавши калійні солі, він зміг успішно пофарбувати вовну в темно-фіолетовий колір.
Останні дослідження в області органічної електроніки показали, що тірський пурпур є амбіполярним органічним напівпровідником. Транзистори і схеми на основі цього матеріалу можна виготовляти з сублімованих тонких плівок барвника. Хороші напівпровідникові властивості барвника походять від сильних міжмолекулярних водневих зв'язків, які підсилюють стекінг pi, необхідний для транспортування.

## Сучасне відтворення відтінків
Справжній Тірський пурпур, як і більшість пігментів високої насиченості, не може бути точно відтворений на стандартному комп'ютерному моніторі RGB. Стародавні звіти також не зовсім узгоджені, але ці зразки дають приблизне уявлення про ймовірний діапазон, у якому він з'являвся.
_________
_________
Нижній — колір sRGB #990024, призначений для перегляду на пристрої виведення з гамою 2,2. Це представлення коду кольору RHS 66A, який прирівнюють до «тірського червоного», термін, який часто використовують як синонім тірського пурпуру.

## Філателія
Назва кольору «Тірська слива» в народі дана британській поштовій марці, яка була підготовлена, але так і не була оприлюднена незадовго до смерті короля Едуарда VII 1910 р.

## Галерея

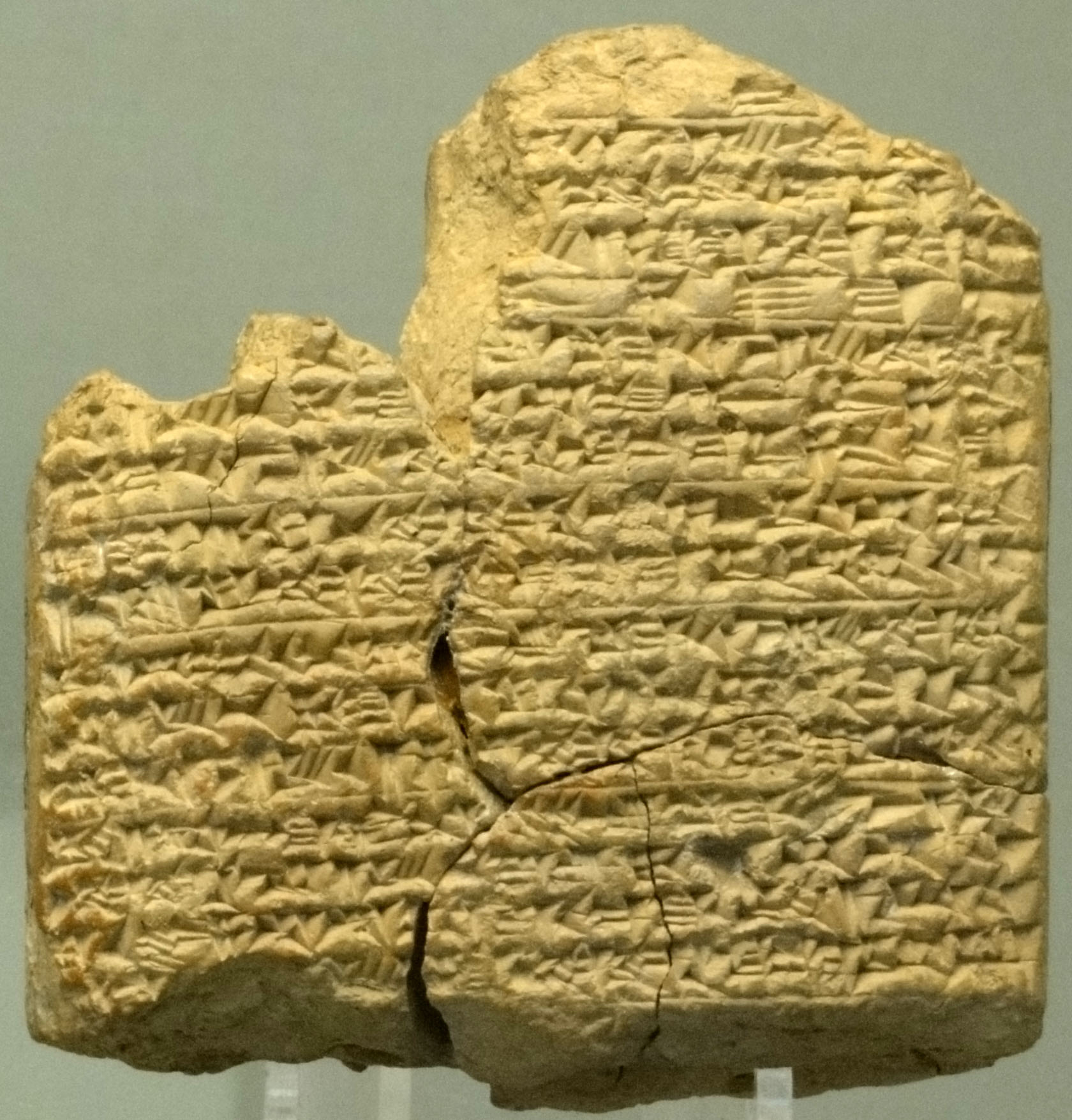
Клинописна табличка, датована 600–500 роками до н.е., з інструкціями щодо фарбування вовни у фіолетовий і синій колір
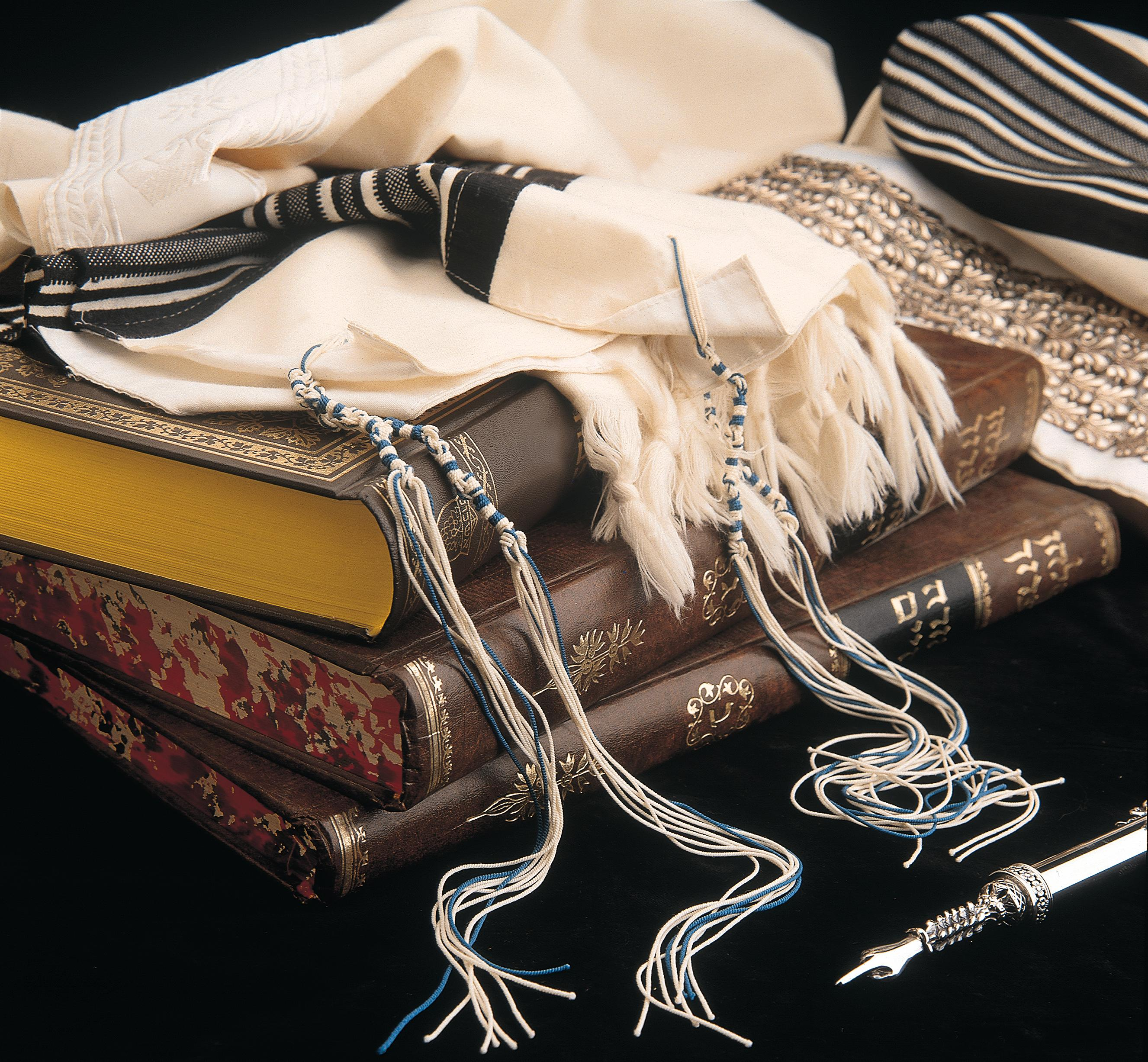
Набір Tzitzit, чотири китиці або «бахроми» з нитками техелет (фіолетово-сині), виготовлені з барвника на основі Hexaplex trunculus .
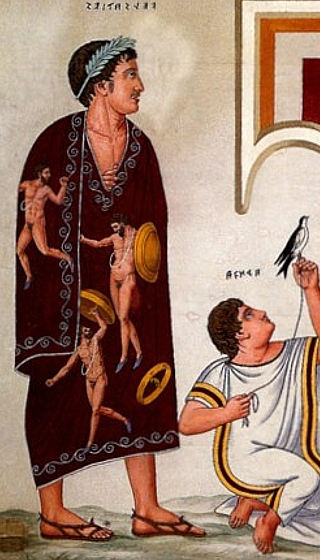
Картина чоловіка, одягненого в повністю пурпурову тогу пікта, з етруської гробниці (близько 350 р. до нашої ери).
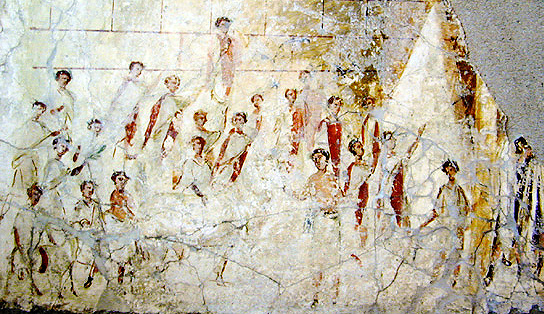
Римські чоловіки в togae praetextae з червонувато-фіолетовими смугами під час релігійної процесії (1 століття до нашої ери).
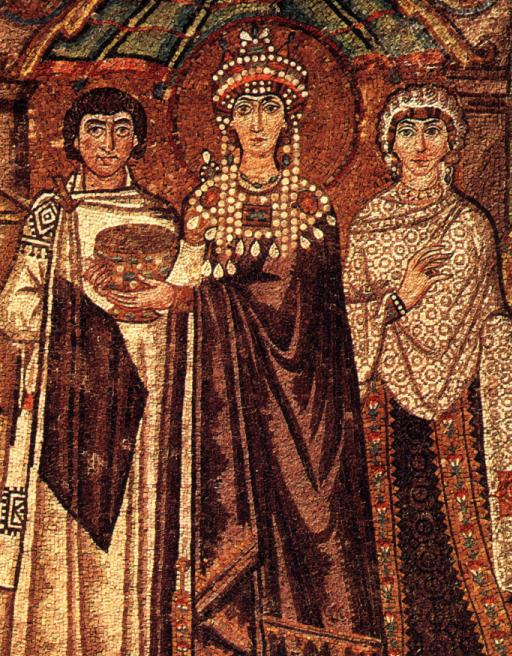
Імператриця Феодора, дружина імператора Юстиніана, була одягнена в тирську багряницю. (6-й століття).
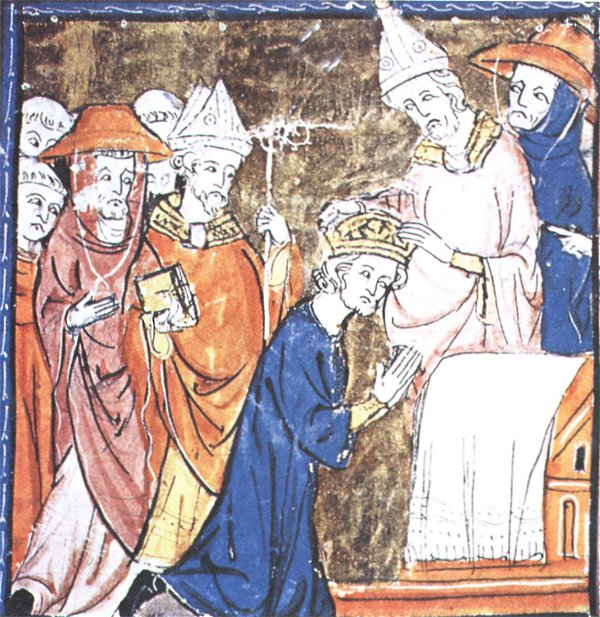
Середньовічне зображення коронації імператора Карла Великого у 800 році н.е. одягнений у королівський синій. Єпископи та кардинали носять тірський пурпур, а Папа – білий.
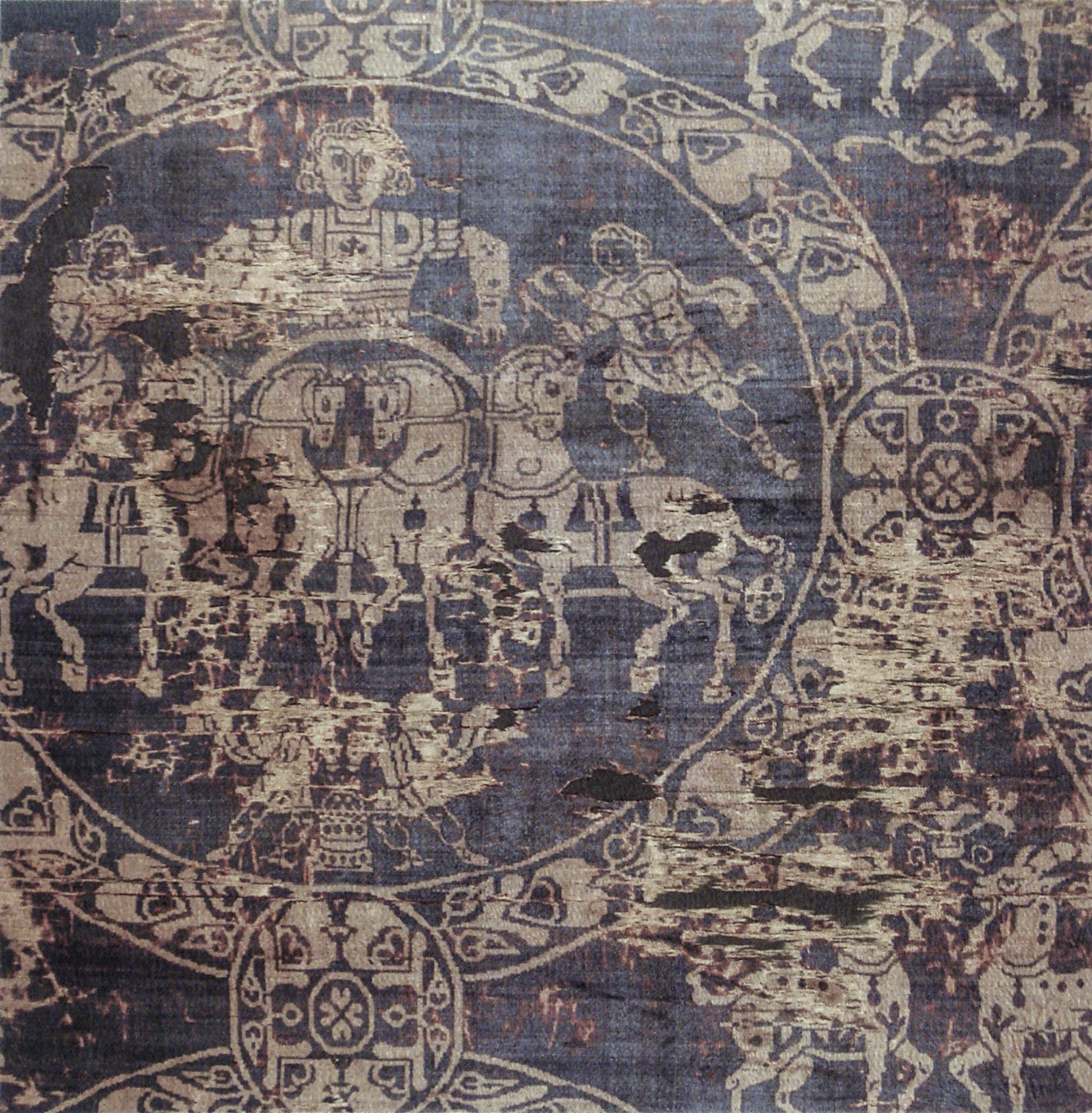
Фрагмент плащаниці, в якій був похований імператор Карл Великий у 814 році н.е. Він був виготовлений із золота та пурпуру з Константинополя.
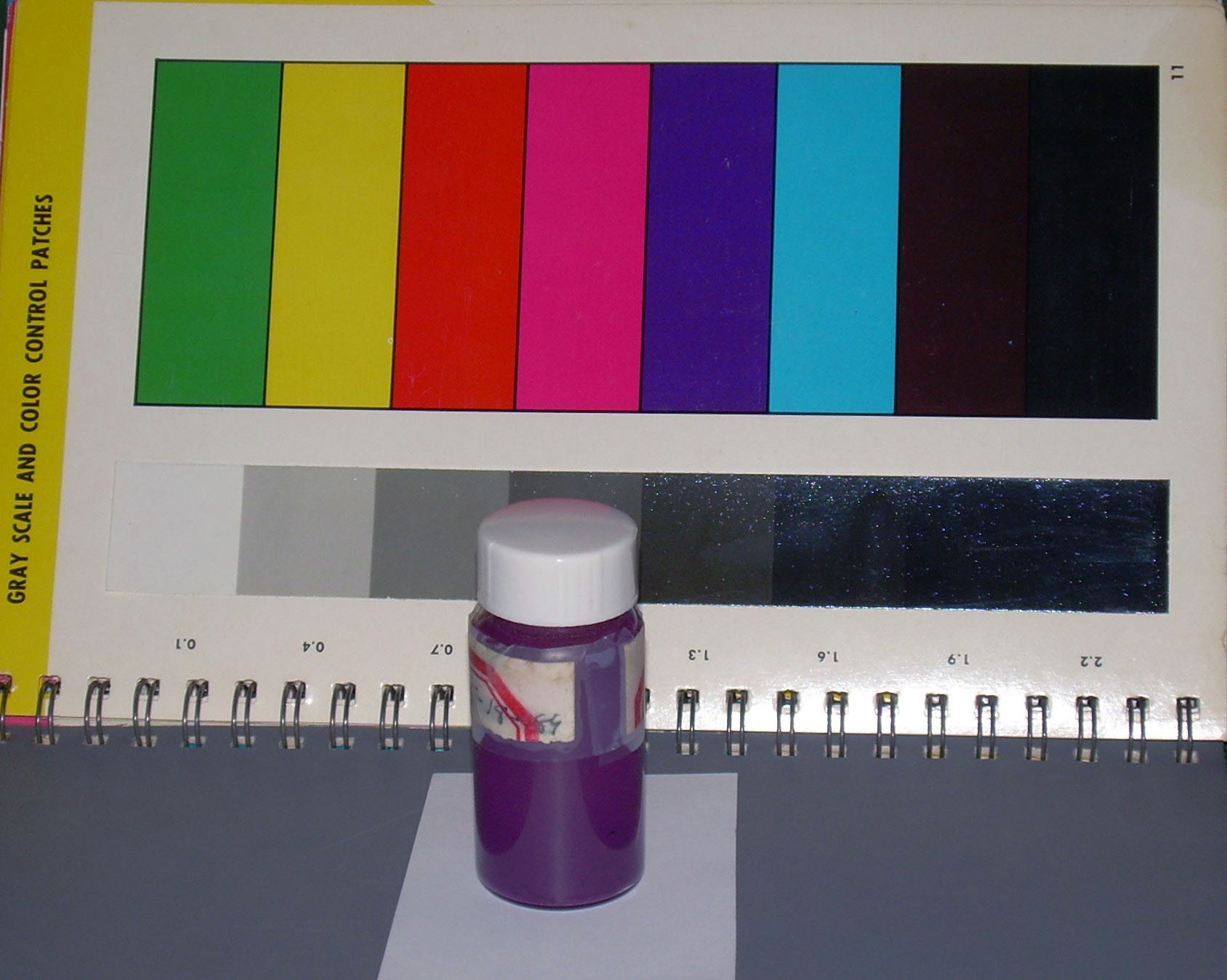
6,6'-дибромоіндиго, основний компонент Тірського пурпуру

## Пояснювальні записки
1. ↑  The problem with Tyrian purple is that the precursor reacts very quickly with air and light to form an insoluble dye. (Hence Pliny says: «… when [the shellfish] have once discharged their waxy secretion, their juices have no consistency. …») The cumbersome process that Pliny describes is necessary to reverse the oxidation and to restore the water-soluble precursor so that large masses of wool can be dyed. See: Biggam CP (2006). Knowledge of whelk dyes and pigments in Anglo-Saxon England. Anglo-Saxon England. 35. pages 23–56; see especially pages 26–27. doi:10.1017/S0263675106000032. ISBN 9780521883429. See also: C. J. Cooksey (2001) "Tyrian purple: 6,6’-Dibromoindigo and Related Compounds, " Molecules, 6 (9) : 736—769, especially page 761. Indigo, which is chemically very similar to Tyrian purple, behaves similarly. See: http://www.indigopage.com/chemistry.htm